# Nuevo Centro de Población Ejidal el 30
Nuevo Centro de Población Ejidal el 30 är en ort i Mexiko.   Den ligger i kommunen Culiacán och delstaten Sinaloa, i den västra delen av landet, 1 000 km nordväst om huvudstaden Mexico City. Nuevo Centro de Población Ejidal el 30 ligger 24 meter över havet och antalet invånare är 754.
Terrängen runt Nuevo Centro de Población Ejidal el 30 är platt. Runt Nuevo Centro de Población Ejidal el 30 är det ganska tätbefolkat, med 155 invånare per kvadratkilometer. Närmaste större samhälle är Villa de Costa Rica, 2,0 km söder om Nuevo Centro de Población Ejidal el 30. Trakten runt Nuevo Centro de Población Ejidal el 30 består till största delen av jordbruksmark.